# Малиновка Друга
Мали́новка Друга (рос. Малиновка Вторая, марій. Кокымшо Малиновка) — присілок у складі Гірськомарійського району Марій Ел, Росія. Входить до складу Мікряковського сільського поселення.

## Населення
Населення — 29 осіб (2010; 39 у 2002).
Національний склад (станом на 2002 рік):
- марі — 100 %